# Max Alsberg

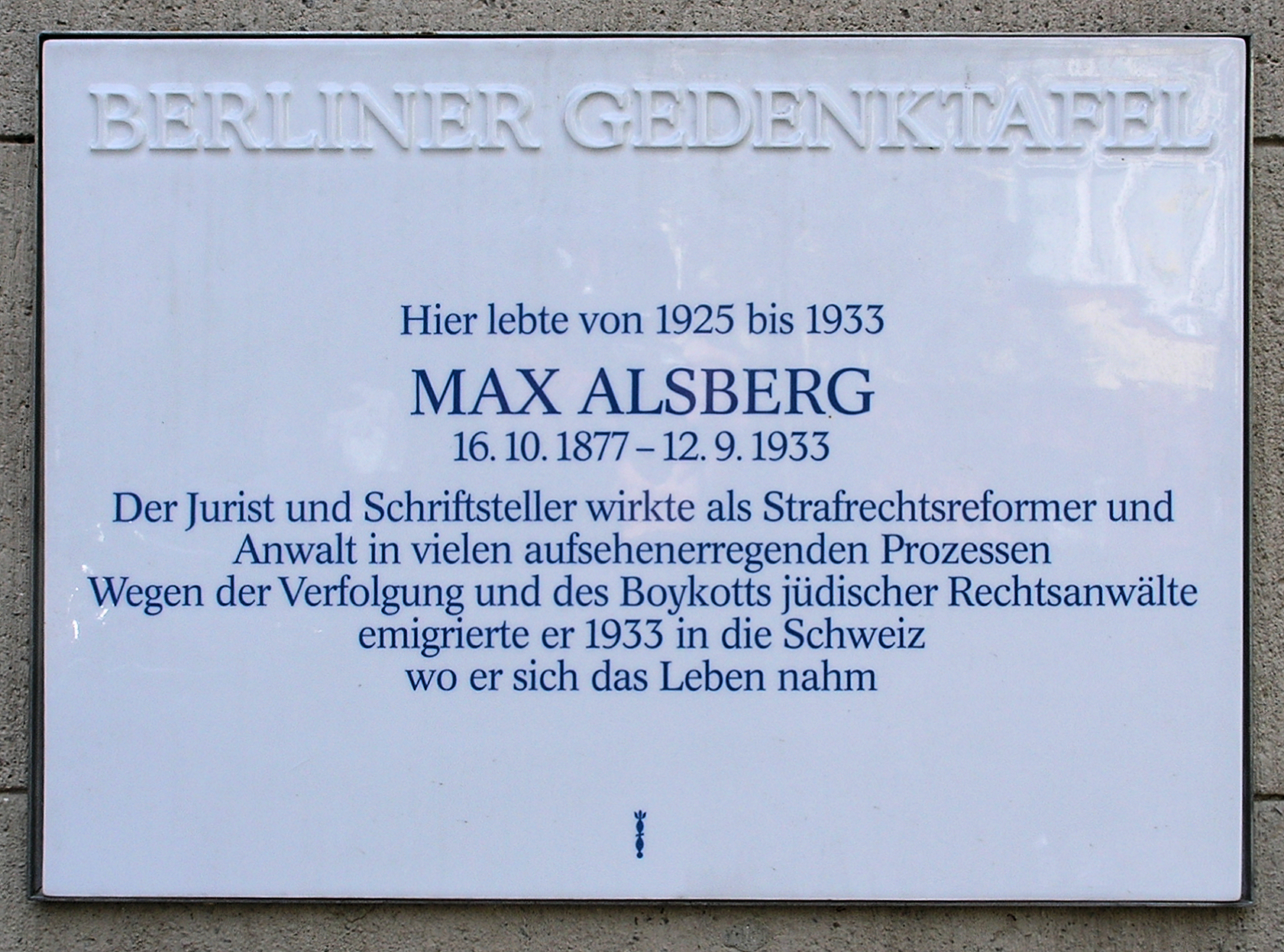
Tablica pamiątkowa odsłonięta w 2001 roku przy Richard-Strauss-Straße 22 w Berlinie-Grunewald

Max Alsberg (ur. 16 października 1877 w Bonn, zm. 11 września 1933 w Samedan) – niemiecki prawnik i adwokat.
Studia prawnicze w Monachium, Berlinie, Lipsku i Bonn m.in. u Karla Bindinga i Ernsta Zitelmanna zakończył obroną pracy doktorskiej z zakresu prawa karnego i zdobyciem tytułu doktora (1906). Następnie pracował w Berlinie jako adwokat, reprezentując wiele prominentnych osobistości, m.in. Carla von Ossietzky’ego.
Od 1931 profesor honorowy uniwersytetu w Berlinie. Zajmował się reformą prawa karnego. Pracował nad zagadnieniem procesu dowodowego (Der Beweisantrag im Strafprozeß, 1930).
W 1933 po dojściu do władzy Adolfa Hitlera i nazistów, wyemigrował do Szwajcarii. Zmarł śmiercią samobójczą.